# Piotrowice (Strzelin)
Pour les articles homonymes, voir Piotrowice.
Piotrowice est une localité polonaise de la gmina et du powiat de Strzelin en voïvodie de Basse-Silésie.